# Hell's Kitchen Italia (seconda edizione)
La seconda edizione del reality Hell's Kitchen Italia, composta da 8 puntate e 16 episodi, è andata in onda in prima serata su Sky Uno dal 21 maggio al 9 luglio 2015. Dall'8 gennaio 2016 è stata trasmessa in replica su TV8.
Lo chef Carlo Cracco ha ricoperto il ruolo di capocuoco, affiancato da Luca Cinacchi come maître, mentre i nuovi sous chef sono stati Marion Lichtle e Misha Sukyas.
Il vincitore di questa edizione è stato Mirko Ronzoni che ha vinto un contratto come executive chef presso il Forte Village Resort in Sardegna.
La seconda classificata è stata Chiara Pannozzo, aiuto cuoco di Latina.

## Concorrenti
| Nome                      | Età | Città                  | Posizione |
| ------------------------- | --- | ---------------------- | --------- |
| Mirko Ronzoni             | 24  | Dalmine                | 1º        |
| Chiara Pannozzo           | 20  | Latina                 | 2º        |
| Eleonora Ricci            | 29  | Ciampino               | 3º        |
| Chang Liu                 | 26  | Udine                  | 4º        |
| Vincenzina Rita Capone    | 29  | Boscotrecase           | 5º        |
| Davide Giordano           | 24  | Napoli                 | 6º        |
| Marcella Tagliaferri      | 32  | Ischia                 | 7º        |
| Giovanni Milazzo          | 25  | Milazzo                | 8º        |
| Oliver Malmsten           | 28  | Seggiano               | 9º        |
| Carlotta Pometti          | 29  | Siena                  | 10º       |
| Francesca "Cicci" Narcisi | 27  | Rose                   | 11º       |
| Giuseppe Muscia           | 34  | Priolo Gargallo        | 12º       |
| Davide Guidara            | 21  | San Salvatore Telesino | 13º       |
| Jessica Gurrera           | 32  | Poggio Berni           | 14º       |
| Katiuscia Giorgio         | 35  | Collegno               | 15º       |
| Luca Magon                | 23  | Como                   | 16º       |
| Maria Rosaria Cassese     | 39  | Follonica              | 17º       |

### Tabella delle eliminazioni
|    |               |               |               |               | Squadre originali | Squadre originali | Squadre originali | Squadre originali | Squadre originali | Squadre originali | Squadre originali | Squadre originali | Squadre originali | Squadre cambiate | Squadre cambiate | Squadre cambiate | Individuale | Individuale | Individuale | Finale    |  |
| N. | Chef          | Chef          | Chef          | Chef          | 201               | 202               | 203               | 204               | 205               | 206               | 207               | 208               | 209               | 210              | 211              | 212              | 213         | 214         | 215         | 216       |  |
| -- | ------------- | ------------- | ------------- | ------------- | ----------------- | ----------------- | ----------------- | ----------------- | ----------------- | ----------------- | ----------------- | ----------------- | ----------------- | ---------------- | ---------------- | ---------------- | ----------- | ----------- | ----------- | --------- |  |
| 1  |               |               |               | Mirko         | SALVO             | PERD              | PERD              | MIGL              | PERD              | VINC              | VINC              | PERD              | PERD              | IMM              | PERD             | PERD             | SALVO       | SALVO       | SALVO       | VINCITORE |  |
| 2  |               |               |               | Chiara        | SALVA             | PERD              | PERD              | VINC              | PERD              | PERD              | NOM               | PERD              | NOM               | VINC             | VINC             | PERD             | SALVA       | SALVA       | SALVA       | SECONDA   |  |
| 3  |               |               | Eleonora      | Eleonora      | SALVA             | PERD              | PERD              | VINC              | PERD              | NOM               | NOM               | IMM               | PERD              | VINC             | VINC             | IMM              | SALVA       | NOM         | SALVA       | TERZA     |  |
| 4  |               |               | Chang         | Chang         | SALVO             | PERD              | NOM               | PERD              | PERD              | IMM               | VINC              | PERD              | NOM               | VINC             | NOM              | PERD             | SALVO       | SALVO       | ELIM        |           |  |
| 5  |               |               | Vincenzina    | Vincenzina    | SALVA             | PERD              | NOM               | VINC              | PERD              | PERD              | MIGL              | NOM               | PERD              | VINC             | VINC             | PERD             | SALVA       | ELIM        |             |           |  |
| 6  |               | Giordano      | Giordano      | Giordano      | SALVO             | PERD              | PERD              | PERD              | NOM               | VINC              | VINC              | PERD              | PERD              | VINC             | NOM              | ELIM             |             |             |             |           |  |
| 7  |               | Marcella      | Marcella      | Marcella      | SALVA             | PERD              | PERD              | VINC              | NOM               | NOM               | PERD              | NOM               | NOM               | VINC             | ELIM             |                  |             |             |             |           |  |
| 8  |               | Giovanni      | Giovanni      | Giovanni      | SALVO             | NOM               | NOM               | PERD              | PERD              | VINC              | VINC              | NOM               | NOM               | ELIM             |                  |                  |             |             |             |           |  |
| 9  | Oliver        | Oliver        | Oliver        | Oliver        | SALVO             | PERD              | PERD              | PERD              | PERD              | VINC              | VINC              | ELIM              |                   |                  |                  |                  |             |             |             |           |  |
| 10 | Carlotta      | Carlotta      | Carlotta      | Carlotta      | SALVA             | PERD              | PERD              | VINC              | NOM               | PERD              | ELIM              |                   |                   |                  |                  |                  |             |             |             |           |  |
| 11 | Cicci         | Cicci         | Cicci         | Cicci         | Non in gara       | Non in gara       | PERD              | IMM               | PERD              | ELIM              |                   |                   |                   |                  |                  |                  |             |             |             |           |  |
| 12 | Giuseppe      | Giuseppe      | Giuseppe      | Giuseppe      | NOM               | NOM               | PERD              | NOM               | ELIM              |                   |                   |                   |                   |                  |                  |                  |             |             |             |           |  |
| 13 | Davide        | Davide        | Davide        | Davide        | SALVO             | PERD              | PERD              | ELIM              |                   |                   |                   |                   |                   |                  |                  |                  |             |             |             |           |  |
| 14 | Jessica       | Jessica       | Jessica       | Jessica       | SALVA             | NOM               | ELIM              |                   |                   |                   |                   |                   |                   |                  |                  |                  |             |             |             |           |  |
| 15 | Katiuscia     | Katiuscia     | Katiuscia     | Katiuscia     | NOM               | ELIM              |                   |                   |                   |                   |                   |                   |                   |                  |                  |                  |             |             |             |           |  |
| 16 | Luca          | Luca          | Luca          | Luca          | ELIM              |                   |                   |                   |                   |                   |                   |                   |                   |                  |                  |                  |             |             |             |           |  |
| 17 | Maria Rosaria | Maria Rosaria | Maria Rosaria | Maria Rosaria | RITIR             |                   |                   |                   |                   |                   |                   |                   |                   |                  |                  |                  |             |             |             |           |  |

     Concorrente eliminato
     Concorrente eliminato dopo nomination di Chef Cracco
     Concorrente eliminato senza essere nominato
     Concorrente eliminato dopo una sfida, non dopo il servizio
     Concorrente eliminato da Cracco durante il servizio
     Concorrente lascia la competizione volontariamente
     Concorrente nominato e salvo
     Concorrente nominato da Cracco e salvo
     Concorrente migliore della squadra nel servizio
     Concorrente vincitore della competizione
     Concorrente secondo finalista della competizione